# Phare de la pointe des Chats
Le phare de la pointe des Chats (plus couramment appelé phare des Chats) est un phare indicateur de danger situé sur la pointe du même nom au sud-est de l'île de Groix. 

## Situation maritime et terrestre
Établi à 2,7 mètres d'altitude, le phare de la pointe des Chats est situé sur la côte sud-est de l'île de Groix à l'extrémité de la pointe rocheuse. Son feu couvre les hauts fonds qui se prolongent en mer.

## Histoire

### Fanal du fort de la Croix
En 1830, un petit fanal catadioptrique provisoire est établi, à 45 mètres au-dessus du niveau de la mer, sur le fort de la Croix (dit aussi fort la Croix) à la pointe est de l'île. Son objet est de couvrir les pointes de roches qui prolongent la pointe des Chats dans son sud, de faciliter l'entrée de Lorient et d'indiquer le mouillage près du côté nord-est de la pointe. 
C'est en 1835, qu'est adopté le projet d'un phare de 1er ordre, à feu fixe, sur le fort de la Croix à la pointe orientale de l'île de Groix. Néanmoins, une nouvelle étude fait remarquer qu'il remplit bien sa fonction de signalement des écueils de la pointe des Chats et des approches de Port-Louis, mais que l'emplacement du fort n'est pas adapté pour un phare signalant l'atterrage de l'île aux navires venant du large. Il est décidé de maintenir le petit fanal actuel et de construire le grand phare de l'ile sur la pointe occidentale, près des ruines d'un ancien phare construit en 1792 mais resté inachevé.
En 1843, il dispose d'un fanal de quatrième ordre, qui produit un feu fixe visible à environ trois lieues marines.
En 1892, les tirs de nouvelles pièces d'artillerie de gros calibre provoquent l'ébranlement du fanal qui est également dans le champ du tir des principales pièces. Un avant-projet de déplacement du feu à la pointe des Chats est présenté le 27 décembre 1892. Le 28 janvier 1893 une décision ministérielle demande son étude par une commission nautique. Cette commission réunie à Groix le 4 mars 1893 adopte les conclusions des ingénieurs mais elle ajoute qu'elle estime indispensable d'établir également un feu, d'une portée de six milles nautiques, sur l'arête de la « pointe de la Croix » pour couvrir les dangers de la basse-Mélite (dite aussi basse-Milit) et éclairer la passe entre la basse des Chats et les dangers situés à terre. Au mois de juin les ingénieurs produisent un rapport qui propose l'adoption des conclusions de la commission qui complètent leur avant-projet. 
Le 20 novembre 1893 une décision ministérielle approuve l'avis de la commission nautique et décide que le feu du fort doit être remplacé par un ensemble de deux feux : le premier situé sur la pointe des Chats doit être gardienné et le second sur l'arrête de la falaise de la pointe de la Croix doit pouvoir fonctionner sans gardien permanent. Ce projet est mis à l'étude pour être finalisé. En août 1895, l'étude est achevée et doit être envoyée à l'Administration supérieure. Un an plus tard, au mois d'août 1896, les conférences mixtes concernant la réalisation de ce projet ont été réunies et il n'y a plus d'obstacle pour une ouverture prochaine du chantier de construction.
Le chantier est adjugé le 26 décembre 1896 pour un coût estimé à 19 300 fr. L'ouverture d'un crédit de 12 000 fr, pour l'exercice 1897, permet l'ouverture du chantier cette même année.

### Phare
Construit vers 1897 sur une ancienne batterie de défense située sur la longue base rocheuse des Chats (appellation venant du surnom donné à ces récifs par les Groisillons de l'époque), s'étendant sur plus d'un kilomètre, il est mis en service le 15 octobre 1898. Sa hauteur est de 15,22 m (17,92 m au-dessus du niveau de la mer).
Le 2 février 1904, lors d'une tempête les vagues dévastent le jardin du gardien et l'eau de mer pénètre dans la citerne d'eau douce. Quatre journées sont nécessaires pour remettre les installations en état.

## Description
Chaque nuit, il avertit donc les marins en direction ou en partance de Lorient de l'important danger que représente cette côte très découpée, par un éclat rouge toutes les 5 secondes d'une portée d'environ 19 milles (soit 35 km).
Automatisé, habité mais non gardienné, il ne se visite pas. 

## À proximité du phare
La pointe où il se situe constitue une réserve naturelle géologique protégée. On y trouve plusieurs types de minéraux (grenats, micaschistes, glaucophanes, épidotes…).
En 2017, un monument mégalithique a été découvert près du phare. Il s'agit d'un monument funéraire qui présente une allée sépulcrale. Des fouilles archéologiques du site ont eu lieu depuis 2020, les dernières en juin 2025.